# Sonchus arvensis
Горчика (лат. Sonchus arvensis) је вишегодишња, зељаста биљка која припада породици главочика (лат. Asteraceae) 

## Опис
Горчика је вишегодишња, зељаста биљка, висине од 60 до 150 центиметара. Ризом је дугачак, хоризонтално постављен, пузећи, ваљкаст. Стабљика је усправна или устајућа, при врху гроњасто граната и са жлездастим чекињама, у доњем делу гола или у младости са вунасто пахуљастим длакама, које могу бити редуковане. Листови дугуљасти до ланцетасти, лучно перасто дељени, режњеви листа су усмерени уназад, кратко и грубо бодљикаво назубљени, голи, сјајно зелене боје. Приземни листови су срцасти, седећи, увца су заобљена. Цваст је главица величине до 5 цм у ширину, велике димензије. Инволукрум је црвенкастозелен, дугачак од 13 до 20 милиметара, широко звонаст, заједно са дршкама покривен густим, жлездастим длакама. Листићи инволукрума су дугуљасто ланцетасти, са тупим врховима, трепљасти или голи. Цветови су жуте боје. Плод је ахенија тамносмеђе боје, уско оивичена, са обе стране има 5 ребара, попречно наборана. Цвета у периоду од јула до августа/септембра. 

## Станиште
Станиште ове врсте су оранице, орнице, може се наћи у житу, јечму, кукурузу, на шуту, пустим плацевима, ливадама, песку, заслањеним ливадама, поред обала, као и у низијским шумама. 

## Опште распрострањење
Распрострањена је у Европи, на Кавказу, Транскавказу, Јерменији, у Малој Азији до Авганистана и западног Сибира. У Азију је унесена, као и у Северну и Јужну Америку, јужну Африку, Аустралију, Нови Зеланд и Антарктик. 

## Употреба
Део биљке који се често употребљава јесу млади листови, који се могу конзумирати сирови или кувани. Листови су благо горког укуса и могу послужити као додатак салатама или да се кувају и обрађују налик спанаћу. Богати су минералним солима и витамином Ц.  Такође може садржати отровне нитрате.